# Eric Carr
Eric Carr, de son vrai nom Paul Charles Caravello, né le 12 juillet 1950 à Brooklyn (New York) et mort le 24 novembre 1991 à New York, est un musicien américain, connu pour avoir été le batteur du groupe de hard rock américain Kiss, après que Peter Criss eut quitté le groupe en 1980. Il resta membre du groupe jusqu'à sa mort en 1991.

## Biographie

### Enfance et débuts dans la musique
Paul Charles Caravello est né à Brooklyn le 12 juillet 1950 de parents d'origine sicilienne, qui eurent par la suite deux filles, Loretta et Sissy. À l'âge de 13 ans, Paul Charles Caravello découvre les Beatles. Leur batteur, Ringo Starr, devient son idole. Un an plus tard, il étudie le dessin et la photographie au Lycée de Manhattan. Un jour, pour le récompenser d'un de ses travaux, son père lui offre une batterie de marque Ludwig, marque à laquelle il restera fidèle toute sa carrière. Il passe alors tout son temps libre à s'entraîner.
En 1965, il fonde son premier groupe : The Cellarmen. Après le lycée, il exerce des petits boulots lui permettant de subsister. Il garde en fait espoir de pouvoir percer un jour dans le domaine de la musique. Au début des années 1970, il entre dans un groupe appelé Salt 'N' Pepper. Il joue essentiellement des tubes de l'époque, ce qui lui permet d’aborder tous styles de musique. Puis le groupe change de nom pour Creation, et joue dans de nombreuses discothèques. Mais un événement dramatique va se produire : un incendie se déclare pendant une représentation et fait 22 victimes. Deux membres du groupe y laissent leur vie. Paul, miraculé, survit et sauvera même plusieurs personnes. Mais cette tragédie va changer son état d’esprit. Lassé de jouer des reprises, il commence à douter de pouvoir vivre un jour de la musique.

### Batteur de Kiss
En 1979, il intègre un autre groupe nommé Flasher. Quelques mois plus tard, le clavier du groupe l'informe que Kiss recherche un nouveau batteur après le départ de Peter Criss. Il répond donc à l’annonce en envoyant une lettre de couleur orange fluo. Repérée par une secrétaire, la lettre atterrit sur le bureau de Bill Aucoin, alors manager de Kiss. La lettre stipule :

« [...] Batteur sachant aussi jouer de la guitare, de la basse, des claviers et de l’harmonica. Mon jeu de batterie s’adapte à tous les styles. Je peux jouer du rock, du plus hard au plus pop. Mes influences sont John Bonham, Keith Moon, Ringo Starr [...] »

— Extrait de la lettre de postulation d'Eric Carr.
Le lendemain, le 19 juin 1980, Paul Charles Caravello est convoqué. Bill Aucoin se montre très intéressé. Le batteur est alors prié de se présenter le 23 juin suivant à l'audition avec Paul Stanley, Gene Simmons et Ace Frehley en connaissant les parties de batterie de cinq chansons qui seront Black Diamond, Firehouse, Strutter, Is That You ? et Detroit Rock City. Malgré son appréhension, il réussira son audition. Doutant encore de lui, il leur demandera même des autographes, craignant de ne plus les revoir. Mais le 1er juillet 1980, les résultats sont annoncés et il est choisi parmi des centaines de prétendants pour être le nouveau batteur de Kiss. Il doit donc choisir un nom de scène. Il pense d'abord à « Rusty Blade ». Mais Paul Stanley lui en trouve un autre : Eric Carr. Sur une idée de Paul Stanley et Bill Aucoin, un maquillage et un costume de faucon sont conçus. Malheureusement, le résultat n’est pas satisfaisant. Eric Carr imagine alors son personnage de renard en créant le maquillage et son habit de scène. Bien qu'il n'ait pas participé à l'album Unmasked, ayant toutefois participé aux clips Is That You ?, Talk to Me, She's so European, le 22 juillet, après trois semaines de répétition, Eric Carr commence la tournée avec Kiss sur le Unmasked Tour.
Carr a vite acquis auprès des fans la réputation d'être exceptionnellement amical et abordable. Il répondait à plus de courrier que les autres membres du groupe, et ajoutait souvent des messages à ses autographes. En dépit d'être un membre de remplacement, sa popularité parmi les fans s'est construite à partir de cette décence personnelle et de son incontestable talent artistique.
Eric Carr est resté le batteur de Kiss pendant plus de dix ans, participant à l'enregistrement de plusieurs albums studio parmi lesquels Creatures of the Night (1982), Lick It Up (1983) ou encore Crazy Nights (1987). Comme c'était déjà le cas avec Peter Criss et comme cela sera le cas avec Eric Singer, son successeur, il n'a que très occasionnellement participé au travail de composition des chansons de Kiss. En concert, il assurait le chant sur les titres Black Diamond et Beth, emblématiques de Criss avant son arrivée. Il a également apposé sa voix sur les couplets d'un petit nombre de nouvelles chansons. Son caractère facile et sa bonne humeur ont beaucoup contribué à unir les quatre membres de Kiss, y compris pendant la difficile période de la fin des années 1980, au cours de laquelle Gene Simmons se désintéressait de la musique pour se consacrer à d'autres activités.

### Maladie et mort
En février 1991, après la fin de la tournée Hot in the Shade Tour, Eric tombe malade. Souffrant de fièvre et de toux, il pense avoir la grippe. Mais comme son état s'aggrave, craignant d'avoir contracté une pneumonie, il consulte un médecin pour passer une radio des poumons ; finalement renvoyé vers un cardiologue, celui-ci constate la présence d'une tumeur au niveau du cœur.
Alors que Kiss commence l’enregistrement d'un nouvel album à Los Angeles, lui préfère rester à New York afin d’être opéré à cœur ouvert par un chirurgien renommé. Kiss fait donc appel à Eric Singer pour le remplacer. Frustré de ne pas avoir pu jouer sur le disque, Eric Carr, en pleine convalescence, chante une partie des voix du hit God Gave Rock and Roll to You II en avril 1991. Début juin 1991, alors qu'il pensait être sorti d'affaire, Eric apprend que le cancer s'est propagé aux poumons : il doit alors suivre une chimiothérapie. Après six semaines de traitement, il a retrouvé des forces et participe au tournage du clip de God Gave Rock and Roll to You II fin juillet. C'est à partir de ce moment-là que ses relations avec KISS se sont dégradées. Eric voulant retourner dans le groupe, Paul Stanley et Gene Simmons lui recommandèrent d'abord de s'occuper de sa santé. En colère, Eric rompt toute relation avec le groupe. Mais en septembre, deux jours après avoir assisté aux MTV Awards, Eric est victime d’une hémorragie cérébrale et tombe dans le coma quelques jours plus tard. Après des jours de lutte, une deuxième hémorragie cérébrale a raison de lui le dimanche 24 novembre 1991,. Au même moment, Freddie Mercury, chanteur de Queen, meurt d'une pneumonie. Eric Carr sera enterré à Newburgh, New York, le 30 novembre 1991.
Kiss lui dédiera l'album Revenge sorti en mai 1992, sur lequel figurent la version de God Gave Rock and Roll to You II (enregistrée avec Carr) et Carr Jam 1981, une démo qui a servi de base à la composition du titre Breakout d'Ace Frehley. Son ami Bruce Kulick sortira également en 2000 un album posthume intitulé Rockology et comprenant des titres qu'Eric avait composés en vue d'un prochain album solo, comme Somebody's Waiting et Can You Feel It.

## Discographie

### Kiss
- 1981 : Music from "The Elder"
- 1982 : Creatures of the Night
- 1983 : Lick It Up
- 1984 : Animalize
- 1985 : Asylum
- 1987 : Crazy Nights
- 1989 : Hot in the Shade

### Solo (posthumes)
- 2000 : Rockology
- 2011 : Unfinished Business

### Sources
1. ↑  (en) « The sad story of Eric Carr death », Rock and Roll Garage, 9 avril 2019
2. ↑  (en) « KISS - Eric Carr's Death News », MTV, 25 novembre 1991 (consulté le 26 juin 2020)
3. ↑  (en) Matthew Wilkening, « 23 Years Ago: Kiss Drummer Eric Carr Dies », Ultimate Classic Rock, 24 novembre 2014 (consulté le 26 juin 2020)
4. ↑  (en) Rock and Roll Roadmap